# Зінгеріс

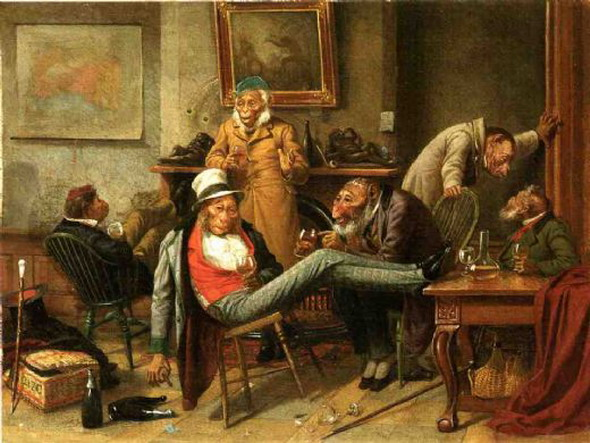
Вільям Холбрук Бірд (США). «Мавпи-алкоголіки» або «Преадаміти»

 Зінгеріс  (фр. Singeries) — жанр західноєвропейського живопису, що спеціалізується на кумедних або сатиричних сценках з різними тваринами, переважно мавпами, поданими у різноманітних людських ситуаціях. Жанр мав місце і в мистецтві інших країн (Японія тощо). Слід відрізняти зінгеріс від простого, натуралістичного зображення мавп, де нема навантаження людськими якостями.

## Історія

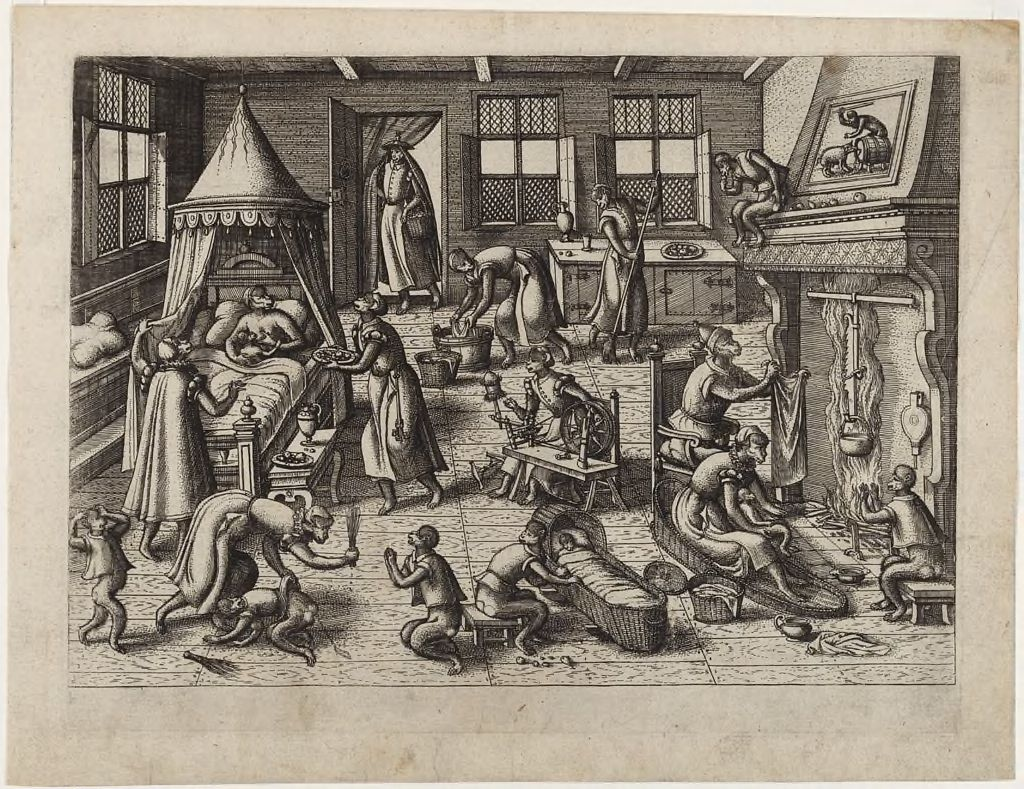
Пітер ван дер Борх старший. «Прихисток для убогих мавп», 1585 р.

Жанр зінгеріс (тобто кумедних сценок з тваринами, що поводять себе як люди) зустрічався в літературі з давніх-давен. Серед них байка про лисицю і виноград, котру традиція веде від давньогрецького байкаря Езопа.
Стале оформлення жанру з мавпами (або іншими тваринами в подобі людей) в західноєвропейському живопису пройшло у Нідерландах. Художник і гравер Пітер ван дер Борх старший 1575 року надрукував і випустив у світ серію гравюр з кумедними сценами, де головними персонажами були мавпи. Художнє середовище Нідерландів, де точилося запекле змагання за прибутки і відслідковування за творчістю майстрів-конкурентів, сприйняло серію цих гравюр як нове слово і новий жанр в мистецтві. До створення кумедних сценок з мавпами звернулась відразу низка нідерландських майстрів, серед котрих були Ян Брейгель старший, Іеронімус Франкен молодший, Себастьян Вранкс, Давід Тенірс молодший, Франс Франкен молодший, Ніколас ван Верендал (1640-1691) та інші.
Жанр був нечастим в творчості різних майстрів. Але жанр не пропав і мав власних прихильників у карикатурі і у живопису XIX ст. До нього звертались майстри різних країн — Габріель Макс (Німеччина), Вільям Холбрук Бірд (Сполучені Штати) та інші.

## Галерея обраних творів зінгеріс

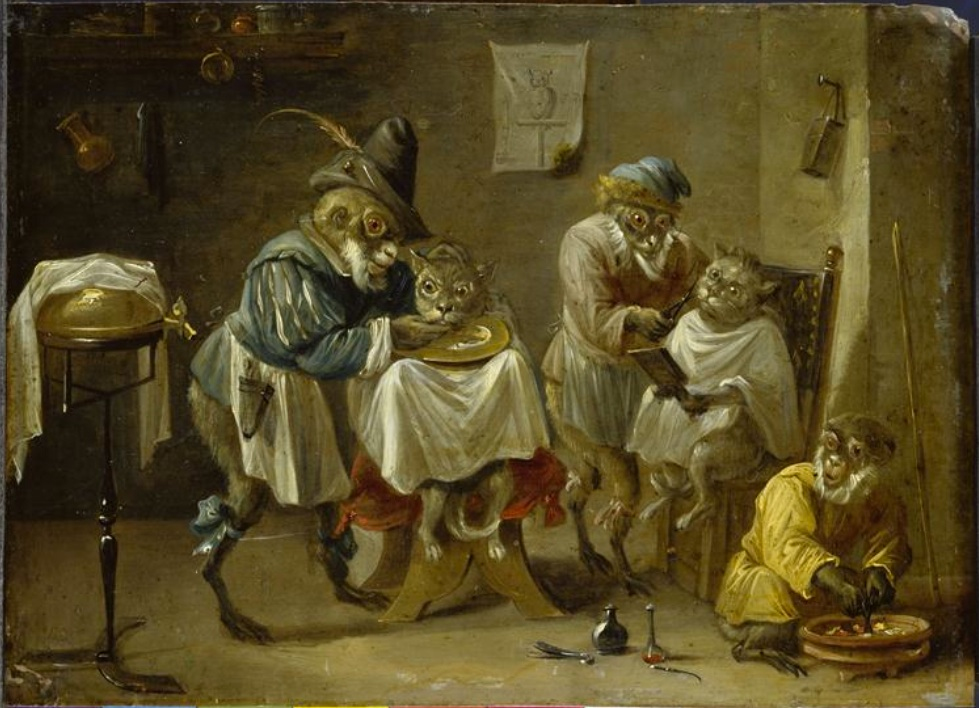
Ієронімус Франкен молодший. «Перукарня», початок XVII ст.
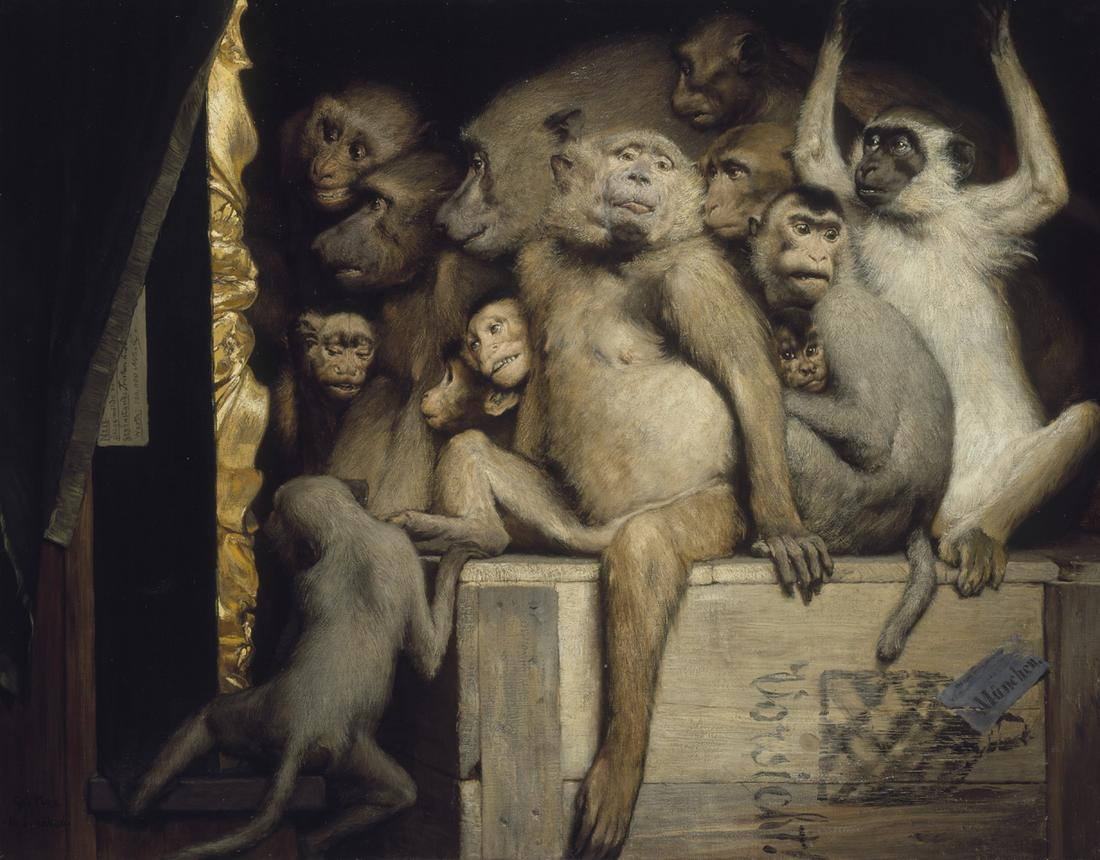
Габріель фон Макс. «Мавпи як судді мистецтва», 1889 р., Нова Пінакотека, Мюнхен.

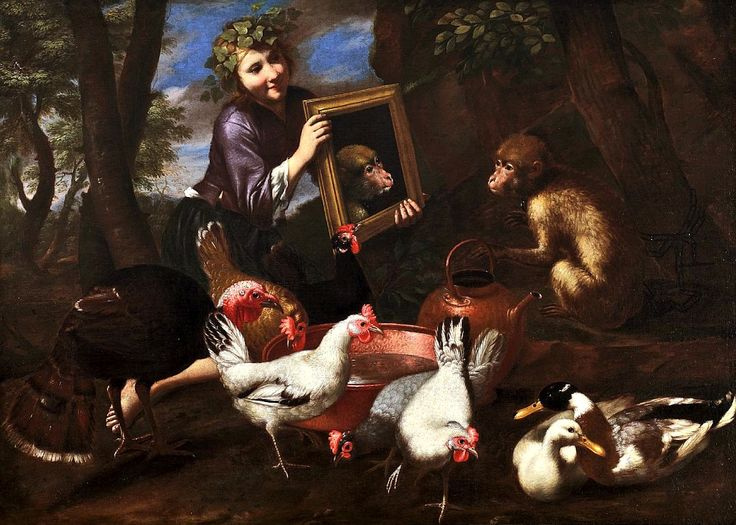
Томмазо Саліні. «Карикатура на людство», бл. 1620 р.
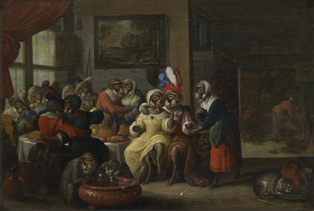
Ніколас ван Верендал. «Весела кампанія» (зінгеріс)
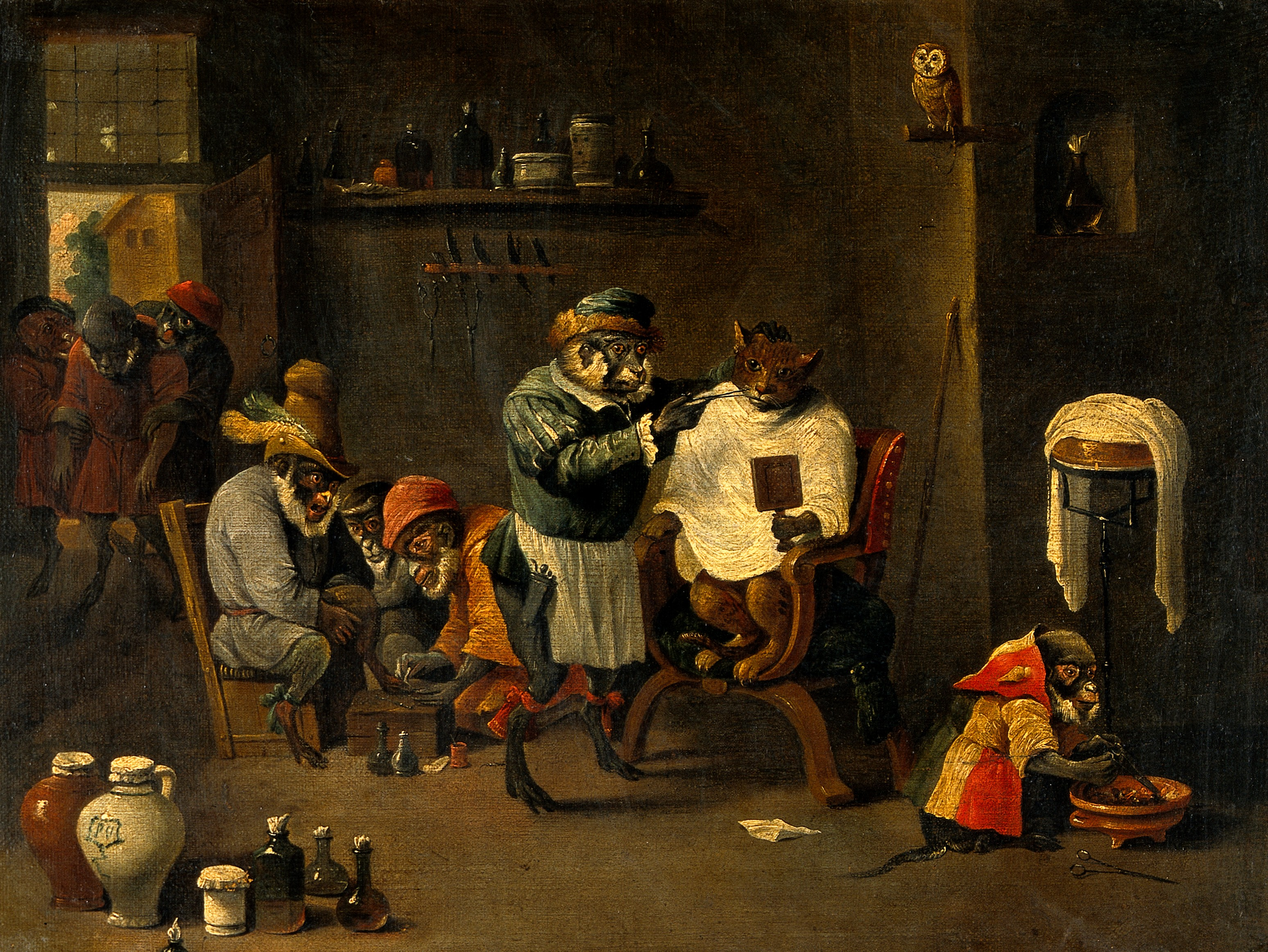
Давід Тенірс молодший. «Цирульня для мавп»
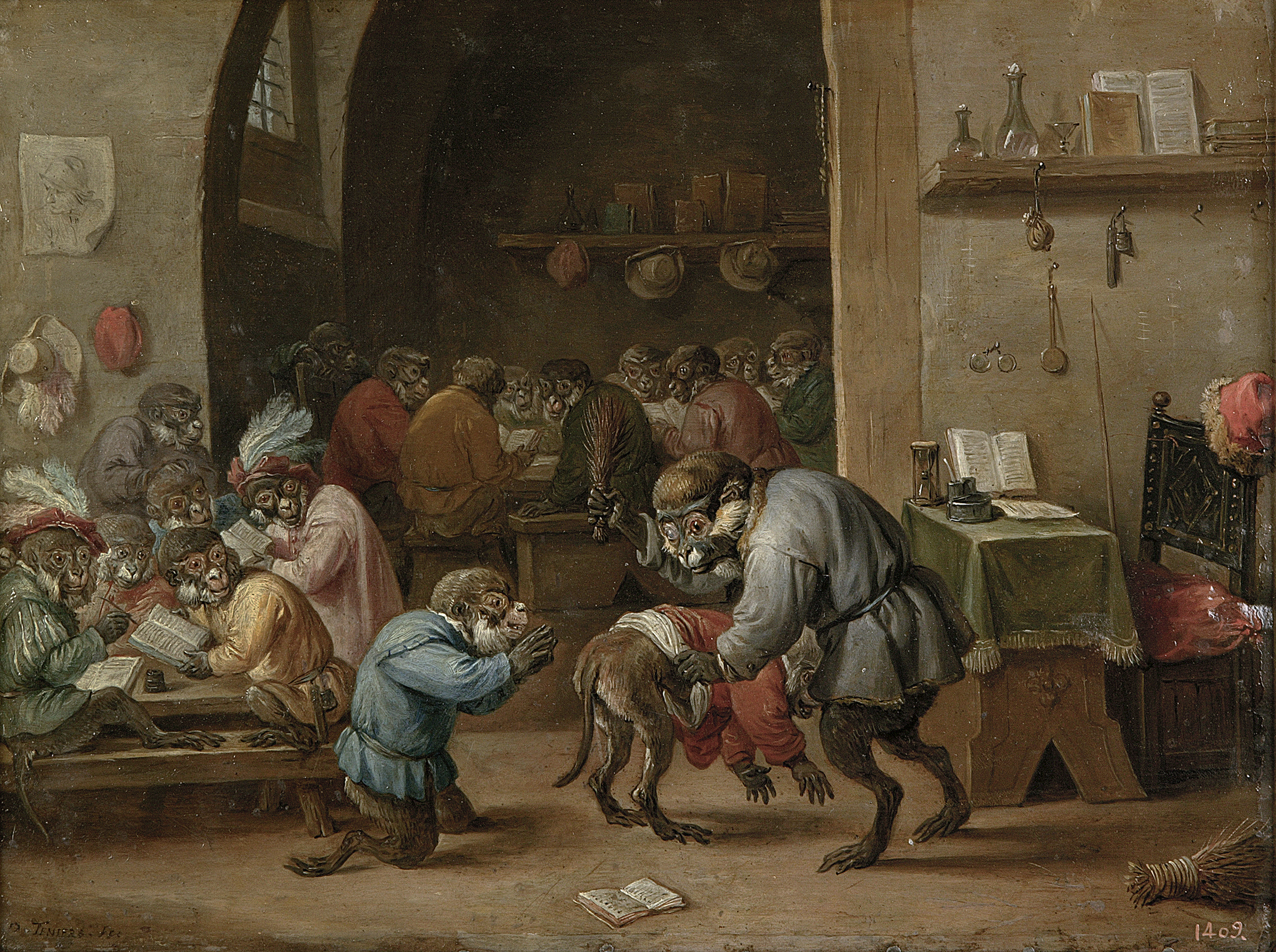
Давід Тенірс молодший. «Покарання в школі мавп», Національний музей Прадо, Мадрид.
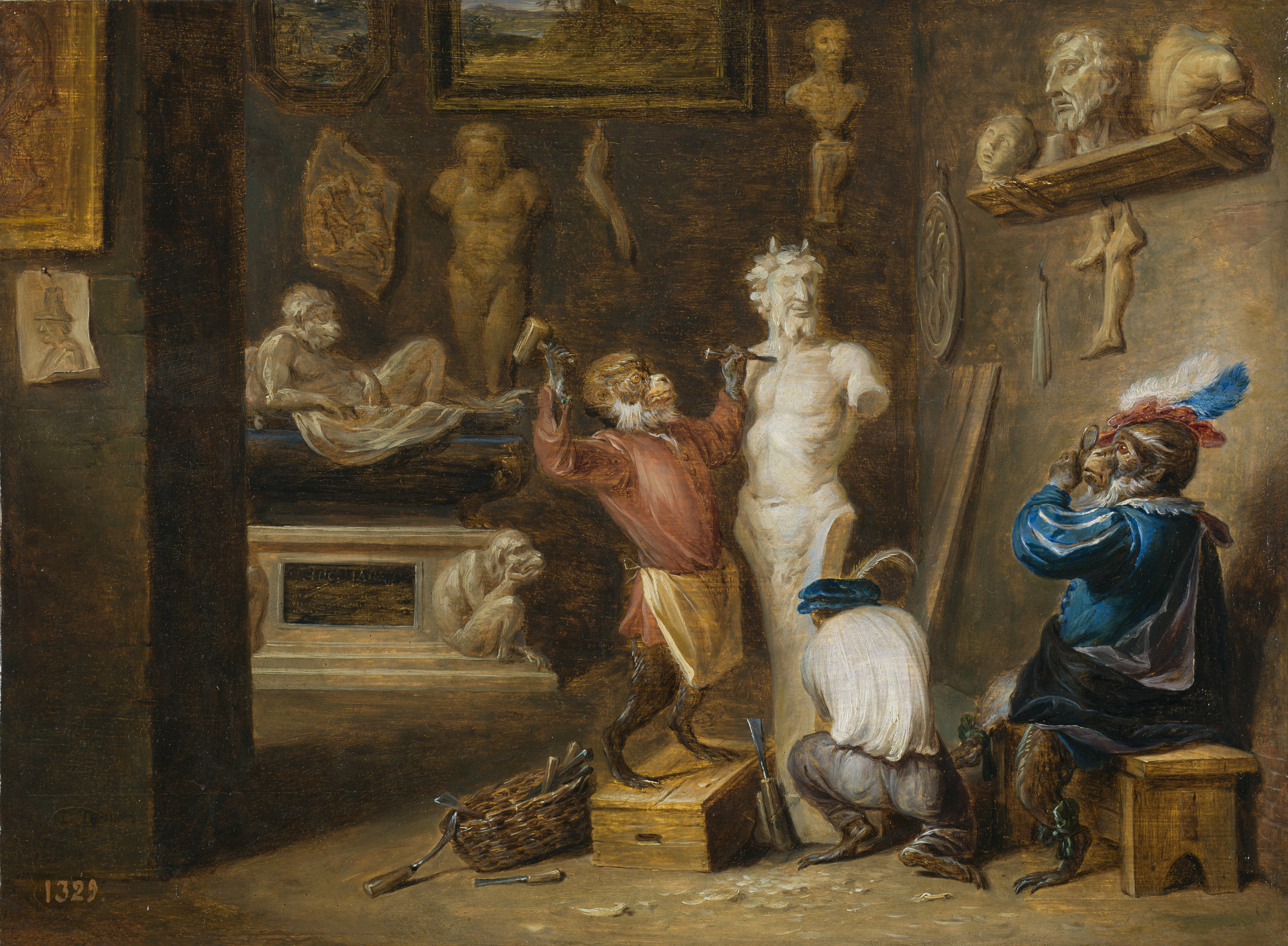
Давід Тенірс молодший. «Мавпа скульптор», Національний музей Прадо, Мадрид.
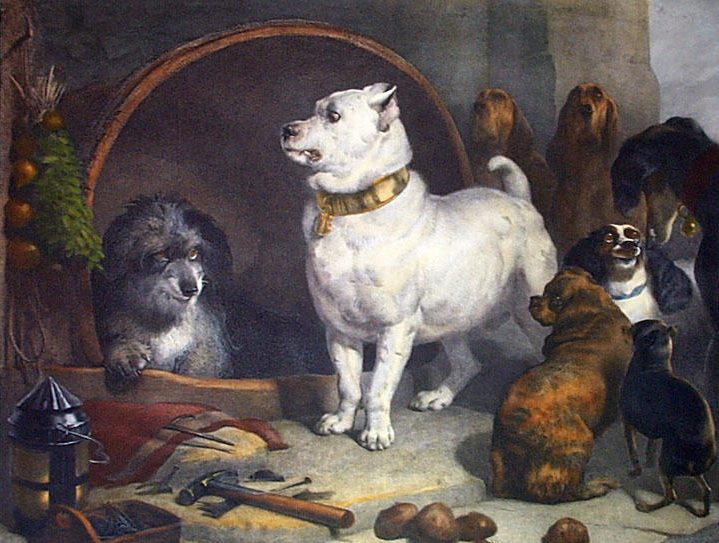
Едвін Генрі Лендсір. «Олександр Македонський відвідує філософа Діогена», бл. 1850 р.

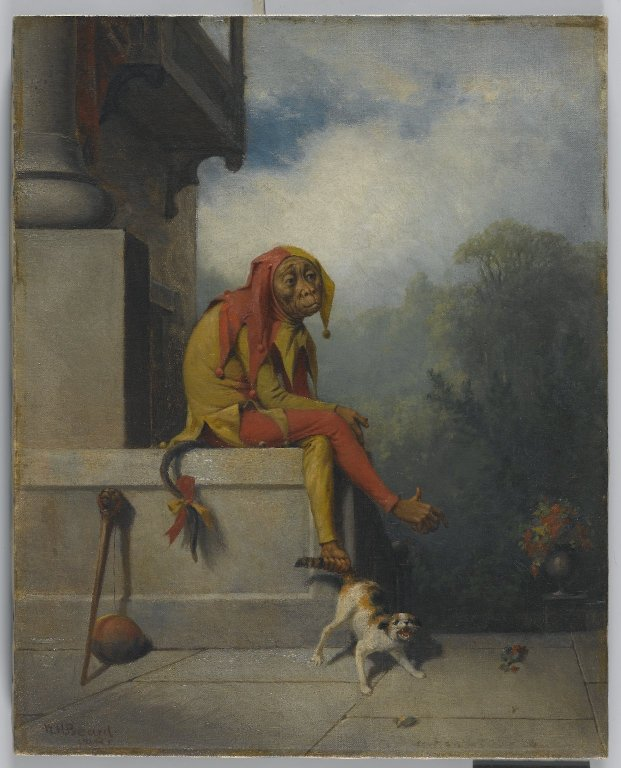
Вільям Холбрук Бірд. «Мавпа-блазень» або «Навіщо я на світі ?», 1886 р., Бруклінський музей

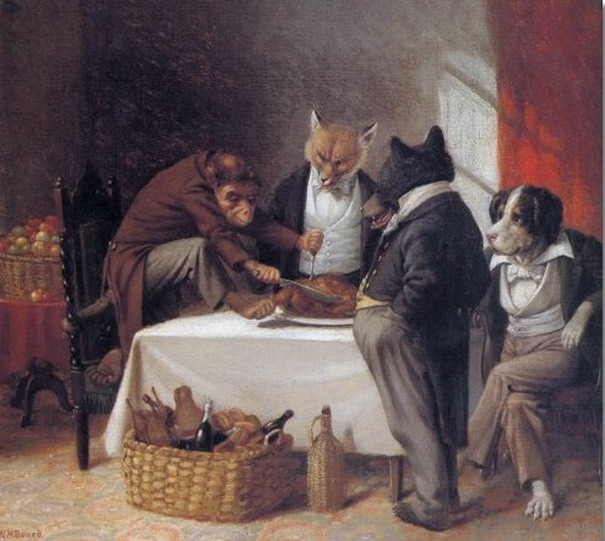
Вільям Холбрук Бірд. «Розподіл мавпою смаженої індички», 1881 р.
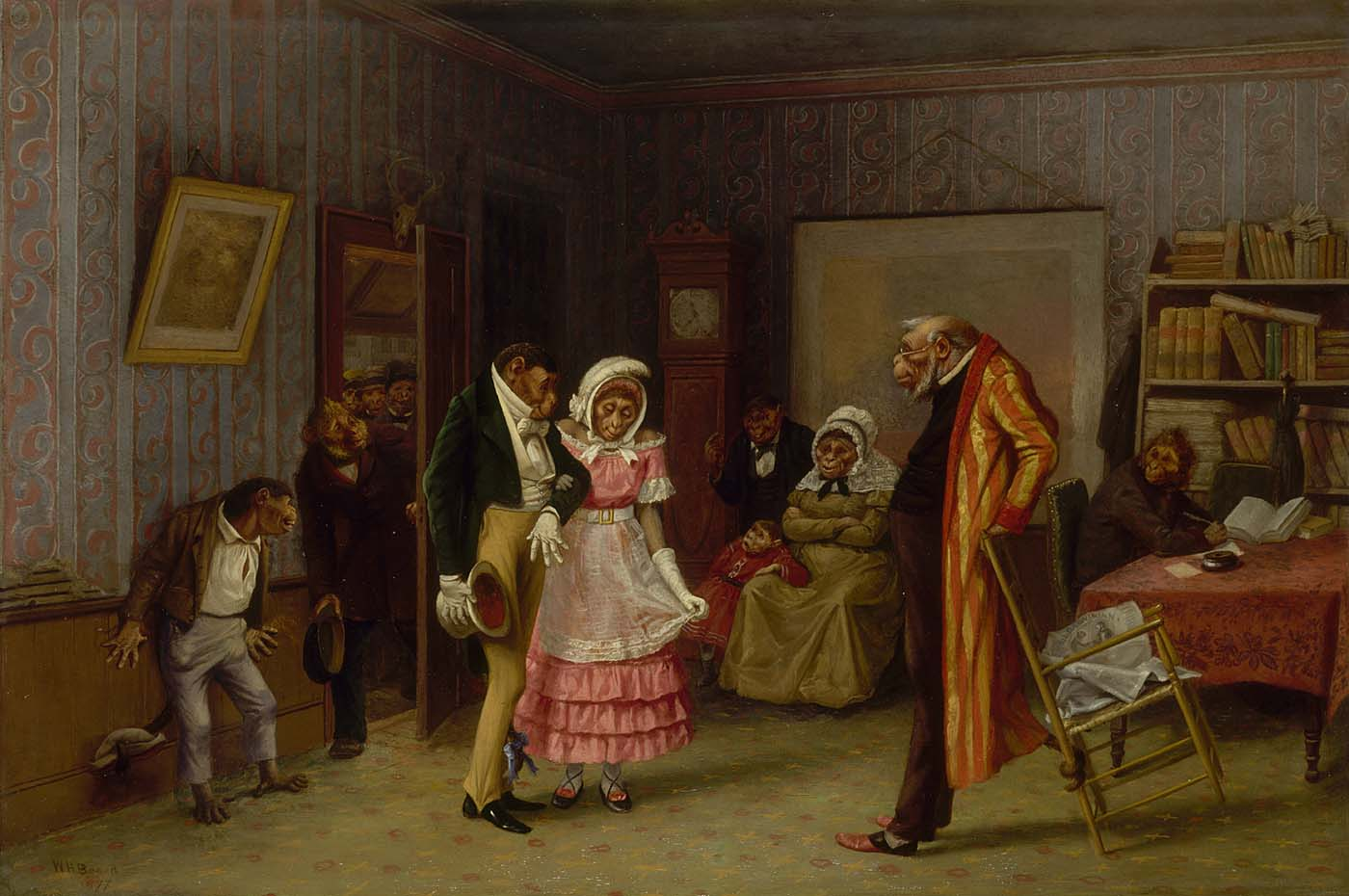
Вільям Холбрук Бірд. «Благословіння молодят».
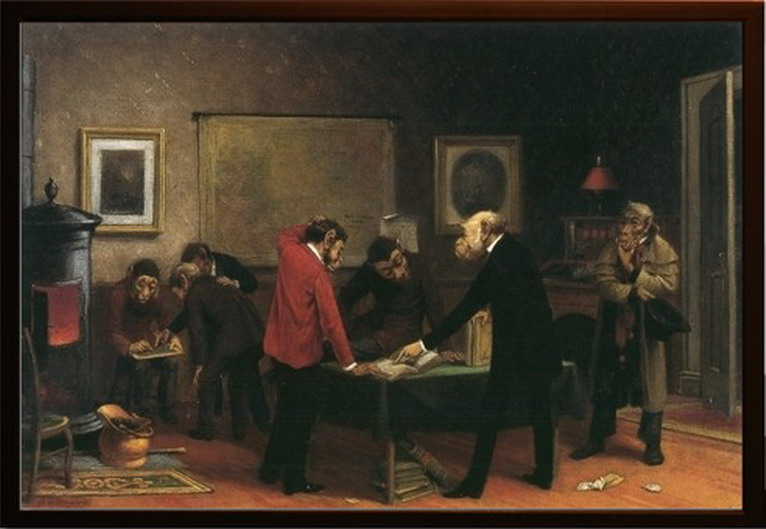
Вільям Холбрук Бірд«Мавпи-науковці»